# Aeropuerto Internacional de Liepāja
El Aeropuerto Internacional de Liepāja (en letón: Starptautiskā lidosta "Liepāja") (IATA: LPX, OACI: EVLA), es un aeropuerto regional que está certificado para operar con vuelos internacionales. Está situado a 7 kilómetros del centro de la ciudad de Liepāja, en Letonia. Se encuentra a 210 km de la capital, Riga, y a 60 km de la frontera con Lituania. Es uno de los tres aeropuertos principales del país, junto con el Aeropuerto Internacional de Riga y el Aeropuerto Internacional de Ventspils.